# Guillelmus Adae
Guillelmus Adae (manchmal auch William oder Wilhelm Adam) war ein Dominikaner aus Katalonien, der von 1314 bis 1317 als päpstlicher Missionar in Persien wirkte und später zum Bischof von Smyrna (1318), Erzbischof von Soltanije (Iran, 1322) und von Antivari (Montenegro, ab 1324) ernannt wurde. Tatsächlich residierte er an diesen Bischofssitzen nur zeitweilig; den Quellen zufolge war er oft im Umkreis der päpstlichen Kurie in Avignon anzutreffen.
Er war einer von sechs Dominikanern, die von Johannes XXII. nach Persien entsandt wurden; wahrscheinlich war Guillelmus dort vor 1314, während des Pontifikats von Clemens V., schon einmal gewesen. Nach eigenen Angaben ist er im Rahmen seiner Missionstätigkeit bis nach Indien sowie zum Golf von Aden und darüber hinaus bis Äthiopien gelangt.
Guillelmus ist vornehmlich als Autor eines Traktats über die Frage bekannt, wie das Heilige Land nach dem Fall von Akkon (1291) zurückzuerobern sei (De modo Sarracenos extirpandi, wohl 1317). Er befürwortete einen neuen Kreuzzug und lobte in diesem Zusammenhang auch die genuesische Initiative im östlichen Mittelmeer: Genua hatte, neben der Besetzung von Chios mit Zustimmung des byzantinischen Kaisers, auch Anteil an Kämpfen gegen die Türken (1319); der prominenteste der daran beteiligten Genuesen, Martino Zaccaria, erhielt für diese Dienste als „Meerespolizei“ in der Ägäis vom lateinischen Prätendenten auf den Thron in Konstantinopel den Titel „König und Despot Kleinasiens“. Guillelmus plädierte dafür, zuerst die Herrschaft der römischen Kirche über Byzanz wiederherzustellen und dann die Türken in Kleinasien anzugreifen, bevor ein Schlag gegen den Mamlukenstaat in Ägypten und Syrien geführt werden könne. Zur Schwächung des ägyptischen Handels über Alexandria entwarf er sogar den Plan einer Blockade des Golfs von Aden.
An mehreren Stellen beschreibt Guillelmus Aspekte der Sklaverei im östlichen Mittelmeerraum. So behauptet er, in Persien lebten zu seiner Zeit mehr als 200.000 griechische Sklaven. Scharfe Angriffe richtete er gegen diejenigen christlichen Kaufleute, allen voran Segurano Salvaigo aus Genua und dessen Familie, die den ägyptischen Mamluken Sklaven aus dem Schwarzmeerraum als neue Rekruten für ihre Heere lieferten.
Guillelmus Adae wird im Dezember 1341 als bereits einige Zeit verstorben bezeichnet.

## Werke
- De modo Sarracenos extirpandi
- Arbor caritatis
- eine Predigt

Der Traktat Directorium ad passagium faciendum wurde wegen der vielen inhaltlichen Übernahmen und der textlichen Nähe von Kohler ebenfalls Guillelmus zugeschrieben. Andere Forscher nehmen an, dass er von Raimundus Stephani OP verfasst wurde. Er stammt sicher nicht von Burchardus de Monte Sion, wie in der früheren Forschung vermutet.

## Zitate
1. ↑  Michel Balard: La Romanie génoise, Bd. 1, S. 121
2. ↑  http://urts173.uni-trier.de:9080/minev/MedSlavery/sources/Guillaume_Adam.pdf@1@2Vorlage:Toter+Link/urts173.uni-trier.de+(Seite+nicht+mehr+abrufbar,+festgestellt+im+April+2018.+Suche+in+Webarchiven) Datei:Pictogram+voting+info.svg Info:+Der+Link+wurde+automatisch+als+defekt+markiert.+Bitte+prüfe+den+Link+gemäß+Anleitung+und+entferne+dann+diesen+Hinweis.
3. ↑  Thomas Kaeppeli: Scriptores Ordinis Praedicatorum Medii Aevi, vol. III, Rom 1980, S. 287–288
4. ↑  Archivierte Kopie (Memento des Originals vom 3. Juni 2009 im Internet Archive)  Info: Der Archivlink wurde automatisch eingesetzt und noch nicht geprüft. Bitte prüfe Original- und Archivlink gemäß Anleitung und entferne dann diesen Hinweis.